# Konstant funktion

En graf som visar en godtycklig konstant funktion.

En konstant funktion är en funktion där alla värden i definitionsmängden ordnas till ett och samma värde i värdemängden. Värdemängden för en konstant funktion består alltså av endast ett element. Exempelvis är {\displaystyle y(x)=1} en konstant funktion där värdemängden är {\displaystyle \{1\}}.

## Definition
Låt {\displaystyle c} vara ett godtyckligt konstant reellt tal, då kan vi definiera alla reella konstanta funktioner
{\displaystyle y(x)=c}
Funktionen blir alla punkter som har y-värde {\displaystyle c}, det vill säga tillhörande funktionsgraf är en horisontell linje.

## Notation
Konstanta funktioner skrivs vanligtvis
{\displaystyle y(x)=c}
Men även som
{\displaystyle y=c}